# Giulio Raffaele
Giulio Raffaele (Napoli, 1895 – Roma, 1977) è stato un medico italiano.
Figlio di Federico Raffaele, diresse l'Istituto Ettore Marchiafava e nel 1972 fu nominato socio dei Lincei. Nel 1936, durante uno studio sulla malaria, dimostrò che i plasmodi degli uccelli presentano una fase del ciclo parassita detta fase esoeritrocita.
Nel 1969 ha ricevuto un Premio Feltrinelli per la Medicina dall'Accademia dei Lincei.